# Bahia-osztály
A Bahia-osztály egy első világháborús brazil hadihajó osztály volt.

## Története

### Létrehozása
Az osztály hajóit a brit Adventure-osztály alapján építették meg, és megépítésükkor a Brazil Haditengerészet legütőképesebb alakulatának számítottak.

### Tagjai
Az osztálynak mindössze két tagja volt, vezérhajója a Bahia.
- A Bahia cirkálót 1907-ben kezdték építeni az Armstrong Whitworth hajóépítő vállalatnál. 1910-ben bocsátották a Brazil Haditengerészet rendelkezésére. Egyik legnagyobb előnye volt kortársaival szemben, hogy fő meghajtóerőnek gőzturbinákat használt. Brazília 1917-es hadba lépése után a brazil hadihajók szerepe eddig sohasem látott teret nyert. Ezután a Bahia testvérhajójával a Rio Grande do Sul cirkálóval együtt őrjáratozott az Atlanti-óceánon. A Bahia ezt követően a Brazil Haditengerészet zászlóshajója lett. A újonnan felállított Hadműveleti Tengerészeti Különítménynek (Portugálul:Divisão Naval em Operações de Guerra, röviden DNOG) pedig szintén a vezérhajója lett, kapitánya pedig Pedro Max Fernando Frontin admirális. A Brazil haditengerészet üdvöskéje végigszolgálta az első és a második világháborút, azonban haza már nem tért. 1945-ben a hajón éppen légvédelmi gyakorlat folyt, amelynek során a legénység tagjai egy 20 mm-es gépágyút használtak. Egyikük azonban olyan balszerencsésen találta el a tatot, hogy a keletkező robbanás hatalmas lyukat ütött a hajótesten. A hatalmas hajó ennek köszönhetően alig több mint három perc alatt elsüllyedt.
- A Rio Grande do Sul cirkáló építését 1909-ben kezdték meg. A cirkáló testvérhajójához (Bahia) hasonlóan az Armstrong Whitworth hajóépítő vállalatnál épült, feltehetően Newcastle-ben. Építése 1909-ben kezdődött meg, s 1910-ben fejeződött be. Ekkor a Bahiaval együtt a Brazil Haditengerészet szolgálatába állt. A újonnan felállított Hadműveleti Tengerészeti Különítménynek (Portugálul:Divisão Naval em Operações de Guerra, röviden DNOG) vezérhajója a Bahia lett, viszont a megegyező tulajdonságaik miatt a vezérkar rövid ideig hezitált a zászlóshajó kijelölésével kapcsolatban. A hajót a világháborút követően kiselejtezték, majd szétbontották.

## Lásd még
- Brazília az első világháborúban
- Brazil Expedíciós Hadsereg

## Fordítás
- Ez a szócikk részben vagy egészben  a   Bahia-class cruiser című angol Wikipédia-szócikk fordításán alapul.  Az eredeti cikk szerkesztőit annak laptörténete sorolja fel. Ez a jelzés csupán a megfogalmazás eredetét és a szerzői jogokat jelzi, nem szolgál a cikkben szereplő információk forrásmegjelöléseként.